# Віла (Фрібур)
Віла (фр. Villaz) — громада  в Швейцарії в кантоні Фрібур, округ Глан.

## Географія
Громада розташована на відстані близько 50 км на південний захід від Берна, 18 км на південний захід від Фрібура.
Віла має площу 15,4 км², з яких на 8,8% дозволяється будівництво (житлове та будівництво доріг), 70,3% використовуються в сільськогосподарських цілях, 20,4% зайнято лісами, 0,5% не є продуктивними (річки, льодовики або гори).

## Демографія
2019 року в громаді мешкало 2303 особи (+23,2% порівняно з 2010 роком), іноземців було 17%. Густота населення становила 149 осіб/км².
За віковим діапазоном населення розподілялося таким чином: 25,1% — особи молодші 20 років, 60,1% — особи у віці 20—64 років, 14,8% — особи у віці 65 років та старші. Було 906 помешкань (у середньому 2,5 особи в помешканні).
Із загальної кількості 623 працюючих 106 було зайнятих в первинному секторі, 224 — в обробній промисловості, 293 — в галузі послуг.